# Mistrzostwa Europy Juniorów w Saneczkarstwie 2025
46. Mistrzostwa Europy Juniorów w Saneczkarstwie 2025 odbyły się w ramach zawodów Pucharu Świata juniorów w dniach 27–28 lutego 2025 r. w łotewskiej Siguldzie. Zawodnicy rywalizowali w 5 konkurencjach: jedynkach kobiet, jedynkach mężczyzn, dwójkach kobiet, dwójkach mężczyzn oraz w rywalizacji drużynowej.
Klasyfikację medalową wygrała reprezentacja Niemiec, która zdobyła dwa tytuły mistrzowskie i jednocześnie najwięcej medali.

## Terminarz
| Data           | Miejscowość | Konkurencja       | Złoto                                                                   | Srebro                                                                      | Brąz                                                                                |
| -------------- | ----------- | ----------------- | ----------------------------------------------------------------------- | --------------------------------------------------------------------------- | ----------------------------------------------------------------------------------- |
| 27 lutego 2025 | Sigulda     | Jedynki mężczyzn  | Fabio Zauser                                                            | Noah Kallan                                                                 | Marco Leger                                                                         |
| 27 lutego 2025 | Sigulda     | Dwójki mężczyzn   | Łotwa Raimonds Baltgalvis · Uldis Jakseboga                             | Niemcy Louis Grünbeck · Maximilian Kührt                                    | Słowacja Christián Bosman · Bruno Mick                                              |
| 27 lutego 2025 | Sigulda     | Dwójki kobiet     | Niemcy Elisa-Marie Storch · Pauline Patz                                | Włochy Alexandra Oberstolz · Katharina Kofler                               | Polska Zuzanna Jędrzejczyk · Oliwia Dawidowska                                      |
| 28 lutego 2025 | Sigulda     | Jedynki kobiet    | Zane Kaluma                                                             | Josephine Buse                                                              | Antonia Pietschmann                                                                 |
| 28 lutego 2025 | Sigulda     | Sztafeta mieszana | Niemcy Josephine Buse · Marco Leger · Louis Grünbeck · Maximilian Kührt | Łotwa Zane Kaluma · Roberts Lazdāns · Raimonds Baltgalvis · Uldis Jakseboga | Włochy/ Słowacja Alexandra Oberstolz · Lukas Peccei · Bruno Mick · Christián Bosman |

## Wyniki

### Jedynki kobiet
| Pozycja | Zawodniczka         | Reprezentacja | 1. ślizg | 2. ślizg | Suma     | Strata |
| ------- | ------------------- | ------------- | -------- | -------- | -------- | ------ |
|         | Zane Kaluma         | Łotwa         | 42.002   | 41.970   | 1:23.972 | —      |
|         | Josephine Buse      | Niemcy        | 42.036   | 42.066   | 1:24.102 | +0.130 |
|         | Antonia Pietschmann | Niemcy        | 42.066   | 42.318   | 1:24.382 | +0.410 |
| 4.      | Laura Koch          | Niemcy        | 42.191   | 42.302   | 1:24.493 | +0.521 |
| 5.      | Alexandra Oberstolz | Włochy        | 42.196   | 42.325   | 1:24.521 | +0.549 |
| 6.      | Katharina Kofler    | Włochy        | 42.375   | 42.443   | 1:24.818 | +0.846 |
| 7.      | Helena Trampe       | Niemcy        | 42.539   | 42.437   | 1:24.976 | +1.004 |
| 8.      | Lina Bleiner        | Austria       | 42.523   | 42.475   | 1:24.998 | +1.026 |
| 9.      | Mona Schmidt        | Austria       | 42.548   | 42.730   | 1:25.278 | +1.306 |
| 10.     | Lena Zimmermann     | Austria       | 42.617   | 42.754   | 1:25.371 | +1.399 |
|         |                     |               |          |          |          |        |
| —       | Marlena Kądziołka   | Polska        | DNS      | —        | DNS      | —      |

### Jedynki mężczyzn
| Pozycja | Zawodnik            | Reprezentacja | 1. ślizg | 2. ślizg | Suma     | Strata |
| ------- | ------------------- | ------------- | -------- | -------- | -------- | ------ |
|         | Fabio Zauser        | Austria       | 49.090   | 49.183   | 1:38.273 | —      |
|         | Noah Kallan         | Austria       | 49.126   | 49.219   | 1:38.345 | +0.072 |
|         | Marco Leger         | Niemcy        | 49.240   | 49.346   | 1:38.586 | +0.313 |
| 4.      | Hannes Röder        | Niemcy        | 49.583   | 49.415   | 1:38.998 | +0.725 |
| 5.      | Danyjił Marcinowski | Ukraina       | 49.493   | 49.780   | 1:39.273 | +1.000 |
| 6.      | Lukas Peccei        | Włochy        | 49.360   | 50.425   | 1:39.785 | +1.512 |
| 7.      | Roberts Lazdāns     | Łotwa         | 49.932   | 49.918   | 1:39.850 | +1.577 |
| 8.      | Christián Bosman    | Słowacja      | 50.254   | 49.616   | 1:39.870 | +1.597 |
| 9.      | Michał Gancarczyk   | Polska        | 50.088   | 50.383   | 1:40.471 | +2.198 |
| 10.     | Philipp Brunner     | Włochy        | 49.798   | 50.801   | 1:40.599 | +2.326 |
|         |                     |               |          |          |          |        |
| 15.     | Cyprian Dybalski    | Polska        | 51.384   | 51.565   | 1:42.949 | +4.676 |
| —       | Julian Kępiński     | Polska        | DNS      | —        | DNS      | —      |
| —       | Bartosz Dybalski    | Polska        | DNS      | —        | DNS      | —      |
| —       | Patryk Prechitko    | Polska        | DNS      | —        | DNS      | —      |
| —       | Arkadiusz Trojga    | Polska        | DNS      | —        | DNS      | —      |

### Dwójki kobiet
| Pozycja | Zawodniczki                           | Reprezentacja | 1. ślizg | 2. ślizg | Suma     | Strata |
| ------- | ------------------------------------- | ------------- | -------- | -------- | -------- | ------ |
|         | Elisa-Marie Storch Pauline Patz       | Niemcy        | 39.294   | 39.423   | 1:18.717 | —      |
|         | Alexandra Oberstolz Katharina Kofler  | Włochy        | 39.567   | 39.534   | 1:19.101 | +0.384 |
|         | Zuzanna Jędrzejczyk Oliwia Dawidowska | Polska        | 39.723   | 39.792   | 1:19.515 | +0.798 |
| 4.      | Marta Robežniece Kitija Bogdanova     | Łotwa         | 40.096   | 39.740   | 1:19.836 | +1.119 |
| 5.      | Sarah Pflaume Lina Peterseim          | Niemcy        | 40.796   | 40.475   | 1:21.271 | +2.554 |
| 6.      | Amanda Ogorodņikova Selīna Zvilna     | Łotwa         | 40.200   | 43.728   | 1:23.928 | +5.211 |
| —       | Elīna Pamžina Madara Pavlova          | Łotwa         | DNF      | —        | DNF      | —      |
| —       | Viktória Praxová Desana Špitzová      | Słowacja      | DNS      | —        | DNS      | —      |
| —       | Natasza Chytrenko Wiktorija Kowal     | Ukraina       | DNS      | —        | DNS      | —      |

### Dwójki mężczyzn
| Pozycja | Zawodnicy                           | Reprezentacja | 1. ślizg | 2. ślizg | Suma     | Strata |
| ------- | ----------------------------------- | ------------- | -------- | -------- | -------- | ------ |
|         | Raimonds Baltgalvis Uldis Jakseboga | Łotwa         | 38.853   | 38.773   | 1:17.626 | —      |
|         | Louis Grünbeck Maximilian Kührt     | Niemcy        | 38.821   | 38.866   | 1:17.687 | +0.061 |
|         | Christián Bosman Bruno Mick         | Słowacja      | 39.639   | 39.319   | 1:18.958 | +1.332 |
| 4.      | Silas Sartor Liron Raimer           | Niemcy        | 39.784   | 39.368   | 1:19.152 | +1.526 |
| 5.      | Saba Chaczidze Luka Mikaberidze     | Gruzja        | 39.853   | 39.662   | 1:19.515 | +1.889 |
| 6.      | Maksym Panczuk Andrij Muc           | Ukraina       | 39.523   | 40.105   | 1:19.628 | +2.002 |
| 7.      | Jānis Gruzdulis-Borovojs Leo Lusts  | Łotwa         | 40.625   | 39.215   | 1:19.840 | +2.214 |
| 8.      | Johannes Scharnagl Moritz Schiegl   | Austria       | 40.072   | 39.899   | 1:19.971 | +2.345 |
| —       | Martins Čižiks Kristians Čižiks     | Łotwa         | DNF      | —        | DNF      | —      |
| —       | Julian Kępiński Patryk Prechitko    | Polska        | DNS      | —        | DNS      | —      |

### Sztafeta mieszana
| Pozycja | Zawodnicy                                                                 | Reprezentacja    | Czas     | Strata |
| ------- | ------------------------------------------------------------------------- | ---------------- | -------- | ------ |
|         | Josephine Buse/Marco Leger/Louis Grünbeck/Maximilian Kührt                | Niemcy           | 1:57.417 | —      |
|         | Zane Kaluma/Roberts Lazdāns/Raimonds Baltgalvis/Uldis Jakseboga           | Łotwa            | 1:57.796 | +0.379 |
|         | Alexandra Oberstolz/Lukas Peccei/Bruno Mick/Christián Bosman              | Włochy/ Słowacja | 2:00.171 | +2.754 |
| 4.      | Ionela Dobrean/Vlad Muşei/Saba Chaczidze/Luka Mikaberidze                 | Rumunia/ Gruzja  | 2:00.495 | +3.078 |
| 5.      | Lina Bleiner/Fabio Zauser/Johannes Scharnagl/Moritz Schiegl               | Austria          | 2:00.933 | +3.516 |
| 6.      | Marlena Kądziołka/Michał Gancarczyk/Oliwia Dawidowska/Zuzanna Jędrzejczyk | Polska           | 2:03.900 | +6.483 |
| —       | Anna Szkret/Danyjił Marcinowski/Maksym Panczuk/Andrij Muc                 | Ukraina          | DNF      | —      |

## Klasyfikacja medalowa
| Miejsce | Państwo  |   |   |     | Razem |
| ------- | -------- | - | - | --- | ----- |
| 1.      | Niemcy   | 2 | 2 | 2   | 6     |
| 2.      | Łotwa    | 2 | 1 | 0   | 3     |
| 3.      | Austria  | 1 | 1 | 0   | 2     |
| 4.      | Włochy   | 0 | 1 | 0,5 | 1,5   |
| 5.      | Słowacja | 0 | 0 | 1,5 | 1,5   |
| 6.      | Polska   | 0 | 0 | 1   | 1     |